# Mycetophila pseudoaltensis
Mycetophila pseudoaltensis är en tvåvingeart som beskrevs av Duret 1980. Mycetophila pseudoaltensis ingår i släktet Mycetophila och familjen svampmyggor. Inga underarter finns listade i Catalogue of Life.